# Scorpaenodes bathycolus
Scorpaenodes bathycolus là một loài cá biển thuộc chi Scorpaenodes trong họ Cá mù làn. Loài này được mô tả lần đầu tiên vào năm 2012.

## Từ nguyên
Từ định danh bathycolus được ghép bởi hai âm tiết: bathús (βαθύς trong tiếng Hy Lạp cổ đại; “sâu thẳm”) và hậu tố colous (tiếng Latinh nghĩa là “trú ngụ”), hàm ý đề cập đến môi trường sống trên rạn san hô sâu của loài cá này.

## Phân bố và môi trường sống
S. bathycolus hiện chỉ được biết đến ở tỉnh Tây Papua (phía nam bán đảo Fakfak), được thu thập ở độ sâu khoảng 60 m.

## Mô tả
Chiều dài cơ thể (chiều dài chuẩn: SL) lớn nhất được ghi nhận ở S. bathycolus là 6,3 cm. Loài này nhìn chung có màu đỏ, lốm đốm các vệt nâu. Vây lưng có các vệt đỏ dài dọc theo gốc, chóp gai màu đỏ. Gốc vây đuôi đỏ với khoảng 4 sọc đỏ trên vây. Có đốm đỏ lớn rải rác trên vây hậu môn. Vây ngực trong mờ, có đốm đỏ nhạt. Vây bụng màu trắng.
Số gai vây lưng: 13; Số tia vây lưng: 8; Số gai vây hậu môn: 3; Số tia vây hậu môn: 5; Số gai vây bụng: 1; Số tia vây bụng: 5; Số tia vây ngực: 15.